# 王玉成 (海军中将)
王玉成（1942年—），河南省平顶山市叶县人，中国人民解放军将领、中国人民解放军海军中将。 
2002年，授予中国人民解放军海军中将，曾任海军副司令员。 